# 達斯伯里
達斯伯里（英語：Daresbury）是英國西北英格蘭柴郡哈爾頓鎮的村莊及民政教區。2011年英國人口普查時人口爲246人，相較2001年的216人有增加。

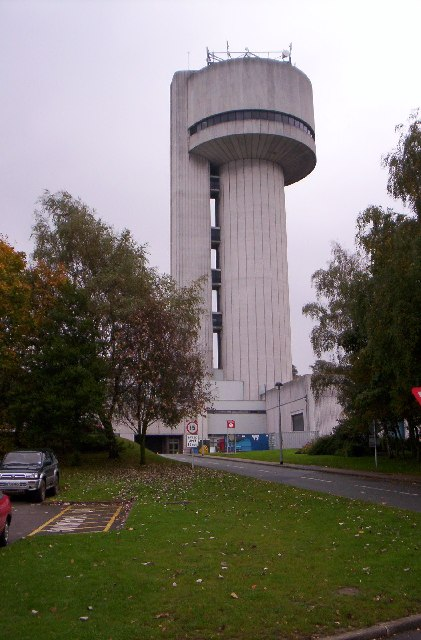
達斯伯里實驗室的塔

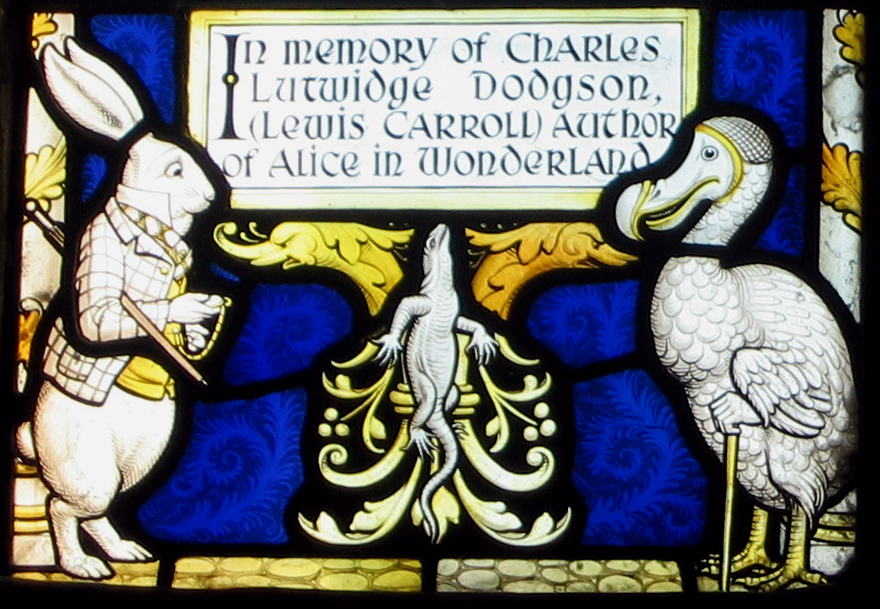
路易斯·卡羅之窗

達斯伯里的諸聖堂是《愛麗絲夢游仙境》作者路易斯·卡羅的出生地。英國科學暨技術設施委員會達斯伯里實驗室的同步輻射源也位於達斯伯里。
達斯伯里建有路易斯·卡羅遊客中心、達斯伯里諸聖堂和畫有路易斯·卡羅作品角色的路易斯·卡羅之窗。
2006年，Creamfields年度歌舞節在達斯伯里擧辦，此前六年來一直在利物浦機場舊址擧行。有40000人自午後3時至6時參加聚會，並有超凡樂團和The Zutons的演出，還有薩沙、保羅·奧肯福爾德、2 Many DJ's、格林·韋爾韋特和DJ Shadow的DJ。至2019年時，歌舞節已成爲此地的年度活動。
達斯伯里也是選區，其邊界比教區略大而不同，包含了穆爾、桑迪穆爾和普雷斯頓布魯克。

## 參閱
- 朗科恩鄉村地區古蹟建築列表（英语：Listed buildings in Runcorn (rural area)）

## 外部連接
- （英文）Découvrir Daresbury （页面存档备份，存于）
- | 使用下方服务在地图上显示所有坐标： OpenStreetMap                       |
| 下载坐标为： - KML - GPX（所有坐标） - GPX（主坐标） - GPX（辅助坐标） |